# Tsacasiella inornata
Tsacasiella inornata là một loài ruồi trong họ Asilidae. Tsacasiella inornata được Londt miêu tả năm 2002. Loài này phân bố ở vùng nhiệt đới châu Phi.